# داستان‌های پایان هفته: گنج‌های پنهان
داستان‌های پایان هفته: گنج‌های پنهان (لهستانی: Opowieści weekendowe: Skarby ukryte) یک تله‌فیلم درام لهستانی به کارگردانی کشیشتف زانوسی است که در سال ۲۰۰۰ منتشر شد.

## گزیدهٔ بازیگران
- مایا کوموروفسکا
- آگاتا بوزک
- وویچیخ شمیون
- ماوگوژاتا پریتولاک
- سواوومیر اوژخوفسکی
- ائوگنیوش پریویژینسف
- آنا میلفسکا